# Југославија на Европском првенству у атлетици на отвореном 1938.
Југославија је учествовала на 2. Европском првенству у атлетици на отвореном одржаном од 3. до 5. септембра 1938. на Олимпијском садиону у Паризу француској. Била је једна од 23 земље учеснице, а представљала су је двојица атлетичара који су се такмичили у две дисциплине.
На овом такмичењу учесници из Југославије нису освојили ниједну медаљу нити су постигли неки запаженији резултат. Емил Горшек оборио је лични рекорд.
После овог првенства Југославија је остала у групи земаља које на европским првенствима нису освајале медаље.

## Учесници
- Фери Плетершек, АК Приморје Љубљана — 400 м
- Емил Горшек, АК Приморје Љубљана — 800 м

## Резултати

### Мушкарци
| Атлетичар      | Дисциплина | Лични рекорд | Квалификације | Квалификације | Финале               | Финале       | Детаљи |
| Атлетичар      | Дисциплина | Лични рекорд | Резултат      | Место         | Резултат             | Место        | Детаљи |
| -------------- | ---------- | ------------ | ------------- | ------------- | -------------------- | ------------ | ------ |
| Фери Плетершек | 400 м      |              | 53,3          | 5. у гр. 2    | Није се квалификовао | 15 / 16 (17) | [ 1 ]  |
| Емил Горшек    | 800 м      |              | 2:01,4 ЛР     | 6. у гр. 2    | Није се квалификовао | 16. / 18     | [ 1 ]  |

## Биланс медаља Југославије после 2. Европског првенства на отвореном 1934—1938.
|     | ЕП           |   |   |   |   | УП |
| 1—2 | 1934.— 1938. | 0 | 0 | 0 | 0 | -  |
| 1-2 | Укупно       | 0 | 0 | 0 | 0 | -  |

|                                        | Атлетичар/ка                           |                                        |                                        |                                        |                                        |                                        |
| Није било вишеструких освајача медаља. | Није било вишеструких освајача медаља. | Није било вишеструких освајача медаља. | Није било вишеструких освајача медаља. | Није било вишеструких освајача медаља. | Није било вишеструких освајача медаља. | Није било вишеструких освајача медаља. |
| -------------------------------------- | -------------------------------------- | -------------------------------------- | -------------------------------------- | -------------------------------------- | -------------------------------------- | -------------------------------------- |

## Освајачи медаља Југославије после 2. Европског првенства на отвотреном 1934.—1936.
|                            | Атлетичар/ка               | м                          | ж                          | ЕП                         | Дисциплина                 |                            |                            |                            |                            |                            |                            |                            |                            |                            |                            |                            |                            |                            |                            |                            |                            |                            |                            |                            |                            |                            |                            |                            |                            |                            |                            |                            |                            |                            |                            |                            |                            |                            |                            |                            |                            |                            |                            |                            |                            |                            |                            |                            |                            |                            |                            |                            |                            |                            |                            |                            |                            |                            |                            |                            |                            |                            |                            |                            |                            |                            |                            |                            |                            |                            |                            |                            |                            |                            |                            |                            |                            |                            |                            |                            |                            |                            |                            |                            |                            |                            |                            |                            |                            |                            |                            |                            |                            |                            |                            |                            |                            |                            |                            |                            |                            |                            |                            |                            |                            |                            |
| Није било освајача медаља. | Није било освајача медаља. | Није било освајача медаља. | Није било освајача медаља. | Није било освајача медаља. | Није било освајача медаља. | Није било освајача медаља. | Није било освајача медаља. | Није било освајача медаља. | Није било освајача медаља. | Није било освајача медаља. | Није било освајача медаља. | Није било освајача медаља. | Није било освајача медаља. | Није било освајача медаља. | Није било освајача медаља. | Није било освајача медаља. | Није било освајача медаља. | Није било освајача медаља. | Није било освајача медаља. | Није било освајача медаља. | Није било освајача медаља. | Није било освајача медаља. | Није било освајача медаља. | Није било освајача медаља. | Није било освајача медаља. | Није било освајача медаља. | Није било освајача медаља. | Није било освајача медаља. | Није било освајача медаља. | Није било освајача медаља. | Није било освајача медаља. | Није било освајача медаља. | Није било освајача медаља. | Није било освајача медаља. | Није било освајача медаља. | Није било освајача медаља. | Није било освајача медаља. | Није било освајача медаља. | Није било освајача медаља. | Није било освајача медаља. | Није било освајача медаља. | Није било освајача медаља. | Није било освајача медаља. | Није било освајача медаља. | Није било освајача медаља. | Није било освајача медаља. | Није било освајача медаља. | Није било освајача медаља. | Није било освајача медаља. | Није било освајача медаља. | Није било освајача медаља. | Није било освајача медаља. | Није било освајача медаља. | Није било освајача медаља. | Није било освајача медаља. | Није било освајача медаља. | Није било освајача медаља. | Није било освајача медаља. | Није било освајача медаља. | Није било освајача медаља. | Није било освајача медаља. | Није било освајача медаља. | Није било освајача медаља. | Није било освајача медаља. | Није било освајача медаља. | Није било освајача медаља. | Није било освајача медаља. | Није било освајача медаља. | Није било освајача медаља. | Није било освајача медаља. | Није било освајача медаља. | Није било освајача медаља. | Није било освајача медаља. | Није било освајача медаља. | Није било освајача медаља. | Није било освајача медаља. | Није било освајача медаља. | Није било освајача медаља. | Није било освајача медаља. | Није било освајача медаља. | Није било освајача медаља. | Није било освајача медаља. | Није било освајача медаља. | Није било освајача медаља. | Није било освајача медаља. | Није било освајача медаља. | Није било освајача медаља. | Није било освајача медаља. | Није било освајача медаља. | Није било освајача медаља. | Није било освајача медаља. | Није било освајача медаља. | Није било освајача медаља. | Није било освајача медаља. | Није било освајача медаља. | Није било освајача медаља. | Није било освајача медаља. | Није било освајача медаља. | Није било освајача медаља. | Није било освајача медаља. | Није било освајача медаља. | Није било освајача медаља. | Није било освајача медаља. | Није било освајача медаља. | Није било освајача медаља. | Није било освајача медаља. |
| -------------------------- | -------------------------- | -------------------------- | -------------------------- | -------------------------- | -------------------------- | -------------------------- | -------------------------- | -------------------------- | -------------------------- | -------------------------- | -------------------------- | -------------------------- | -------------------------- | -------------------------- | -------------------------- | -------------------------- | -------------------------- | -------------------------- | -------------------------- | -------------------------- | -------------------------- | -------------------------- | -------------------------- | -------------------------- | -------------------------- | -------------------------- | -------------------------- | -------------------------- | -------------------------- | -------------------------- | -------------------------- | -------------------------- | -------------------------- | -------------------------- | -------------------------- | -------------------------- | -------------------------- | -------------------------- | -------------------------- | -------------------------- | -------------------------- | -------------------------- | -------------------------- | -------------------------- | -------------------------- | -------------------------- | -------------------------- | -------------------------- | -------------------------- | -------------------------- | -------------------------- | -------------------------- | -------------------------- | -------------------------- | -------------------------- | -------------------------- | -------------------------- | -------------------------- | -------------------------- | -------------------------- | -------------------------- | -------------------------- | -------------------------- | -------------------------- | -------------------------- | -------------------------- | -------------------------- | -------------------------- | -------------------------- | -------------------------- | -------------------------- | -------------------------- | -------------------------- | -------------------------- | -------------------------- | -------------------------- | -------------------------- | -------------------------- | -------------------------- | -------------------------- | -------------------------- | -------------------------- | -------------------------- | -------------------------- | -------------------------- | -------------------------- | -------------------------- | -------------------------- | -------------------------- | -------------------------- | -------------------------- | -------------------------- | -------------------------- | -------------------------- | -------------------------- | -------------------------- | -------------------------- | -------------------------- | -------------------------- | -------------------------- | -------------------------- | -------------------------- | -------------------------- | -------------------------- | -------------------------- | -------------------------- |